# Salim
Salim (arab. سليم) – miejscowość w Syrii, w muhafazie As-Suwajda. W 2004 roku liczyła 2129 mieszkańców.